# Newag Griffin
A Newag Griffin egy négytengelyes villamos- és dízelmozdony család, amelyet a lengyelországi Newag gyárt 2012 óta. Az első változat, az E4MSU egy univerzális többáramnemű elektromos mozdony, mely alkalmas személyszállító vonatok továbbítására és tehervonatok továbbítására is.

## Története

### Tervezés
2010 szeptemberében a Newag Gliwice megkezdte a munkálatokat a Elephant nevű univerzális elektromos mozdonyplatformon. Két verzió tervezése kezdődött meg:
- E4ACU - univerzális villamosmozdony, 140 km/h maximális sebességgel. Alkalmas regionális személyszállításra és a tehervonatok továbbítására.
- E4ACP nagy sebességű személyszállításra szánt változat, 200 km/h maximális sebességgel.

A Newag szerette volna kiegészíteni a portfólióját egy négytengelyes modellel, mely több áramnem alatt is képes üzemelni, tehát alkalmas nemzetközi személyszállításre, továbbá európai értékesítésre.
2011 januárjában az EC Engineering a mozdony négy változatát tervezte elkészíteni:
- E4DCU - univerzális mozdony, 3 kV DC tápfeszültséggel, 160 km/h maximális sebességgel.
- E4DCP - nagy sebességű személyszállításra, 3 kV DC tápfeszültséggel, 200 km/h maximális sebességgel.
- E4MSU - univerzális mozdony, 3 kV DC, 15 kV AC és 25 kV AC tápfeszültséggel, 160 km/h maximális sebességgel.
- E4MSP - nagy sebességű személyszállításra, 3 kV DC, 15 kV AC és 25 kV AC tápfeszültséggel, 200 km/h maximális sebességgel.[1]

A Newag Gliwice az univerzális E4MSU verzió gyártását tervezte. Ezt a verziót már tesztelni kellett volna 2012 harmadik negyedévében.
2011 márciusában az univerzális verzióval (E4MSU) kapcsolatos munkák már a  végső fázisban voltak. Úgy tervezték, hogy a mozdonyt 2011-ben mutatják be a gdański Trako Trade Fair keretében. A bemutatóra azonban nem került sor, mert a projekt munkálatai folytatódtak, így a bemutató átkerült 2012-re.

### Tesztelés és gyártás

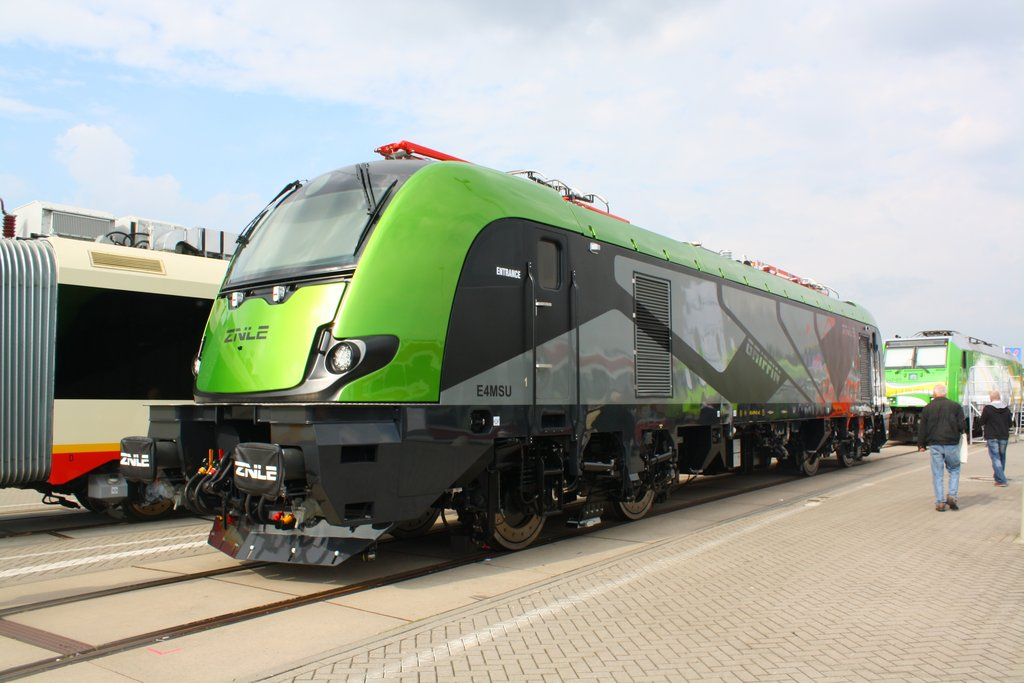
Newag Griffin az InnoTrans vásáron 2012-ben.

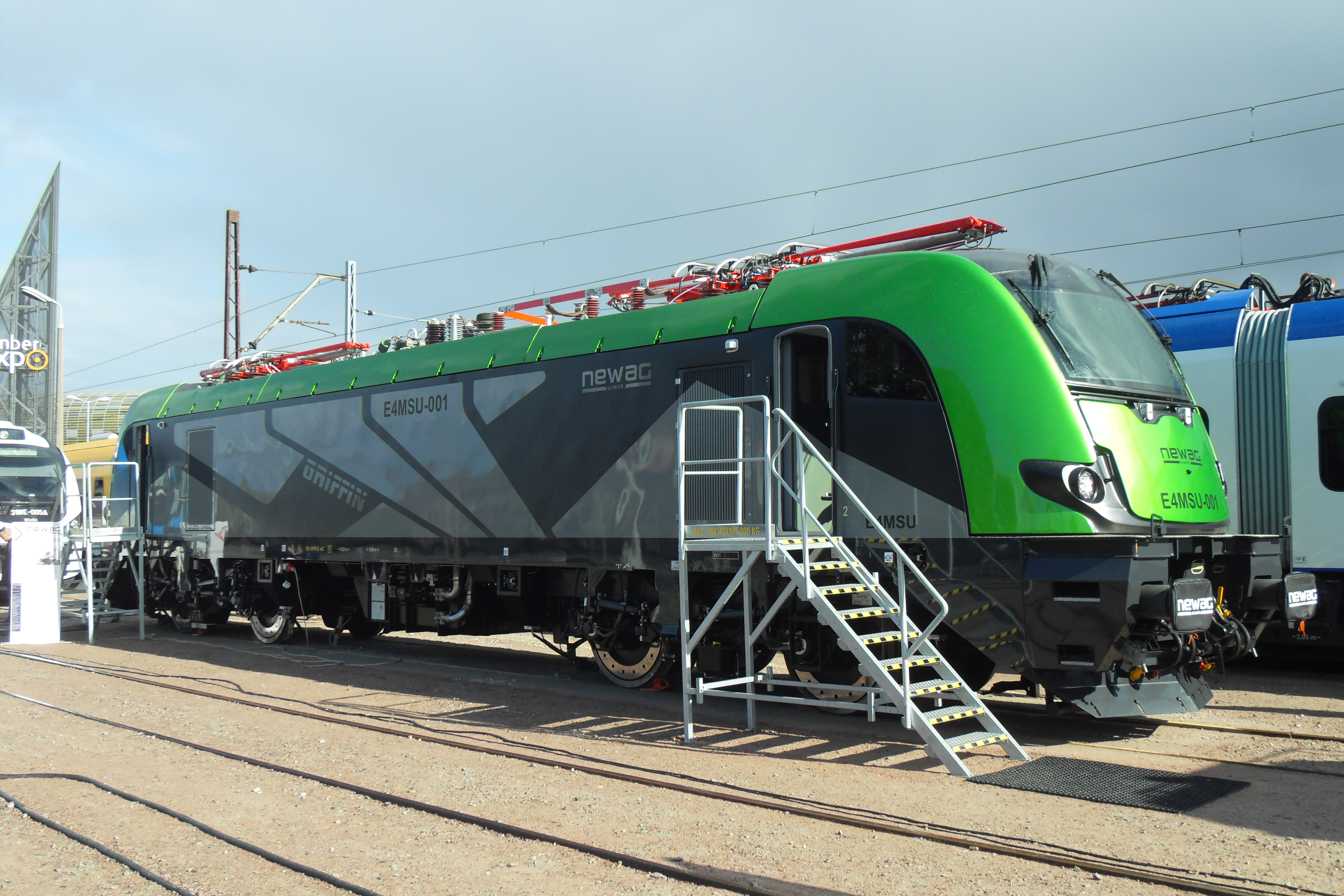
Newag Griffin a Trako Trade Fair-en 2013-ban.

2012. szeptember 18-án a berlini InnoTrans vásáron került bemutatásra az E4MSU változat. 2013. április végén a mozdonyt a Żmigród közelében található kísérleti pályára szállították. Itt megkezdődött a mozdony tesztelése. 2013. május 16-án a mozdonyt a PKP Intercity  kezdte tesztelni Nowy Sacz-ban, majd a következő napokban a mozdonyt letesztelték az Olsztyn – Nidzica vasútvonalon is.
Ezt követően a mozdony visszatért Lengyelország déli részébe, ahol 2013. június elején Karakkóban a Vasúti Intézet statikus tesztjeit végezte el  Vasúti Intézet statikus tesztjeit, majd a mozdony Żmigródba ment. 2013. július 18-tól 2013. július 31-ig a PKP Cargo tesztelte a mozdonyt menet közben, melyre a további engedélyek megszerzése miatt volt szükség.
2014. május 28-án a Newag szerződést kötött a horvát Đuro Đaković Specijalna Vozila-val, az E4ACU típusú villamosmozdony közös építésére vonatkozóan. Ez a megállapodás magában foglalta a technológiaátadást és az elektromos mozdonyok gyártásának tapasztalatcseréjét is.

## Verziók

### Jelenlegi változatok
| Változat | Áramnem                   | Folyamatos teljesítmény | Maximális sebesség | Szolgálati tömeg |       |
| -------- | ------------------------- | ----------------------- | ------------------ | ---------------- | ----- |
| E4DCU    | 3 kV DC                   | 5,6 MW                  | 160 km/h           | 79 t             | [ 7 ] |
| E4DCP    | 3 kV DC                   | 5,6 MW                  | 200 km/h           | 79 t             | [ 7 ] |
| E4ACU    | 15 kV AC 25 kV AC         | 5,6 MW                  | 160 km/h           | 84 t             | [ 7 ] |
| E4ACP    | 15 kV AC 25 kV AC         | 5,6 MW                  | 200 km/h           | 84 t             | [ 7 ] |
| E4MSU    | 3 kV DC 15 kV AC 25 kV AC | 5,6 MW                  | 160 km/h           | 88 t             | [ 7 ] |
| E4MSP    | 3 kV DC 15 kV AC 25 kV AC | 5,6 MW                  | 200 km/h           | 88 t             | [ 7 ] |
| D4MSU    | Dízel                     | 2,3 MW                  | 160 km/h           | 79 t             | [ 7 ] |

## Vezetőfülke

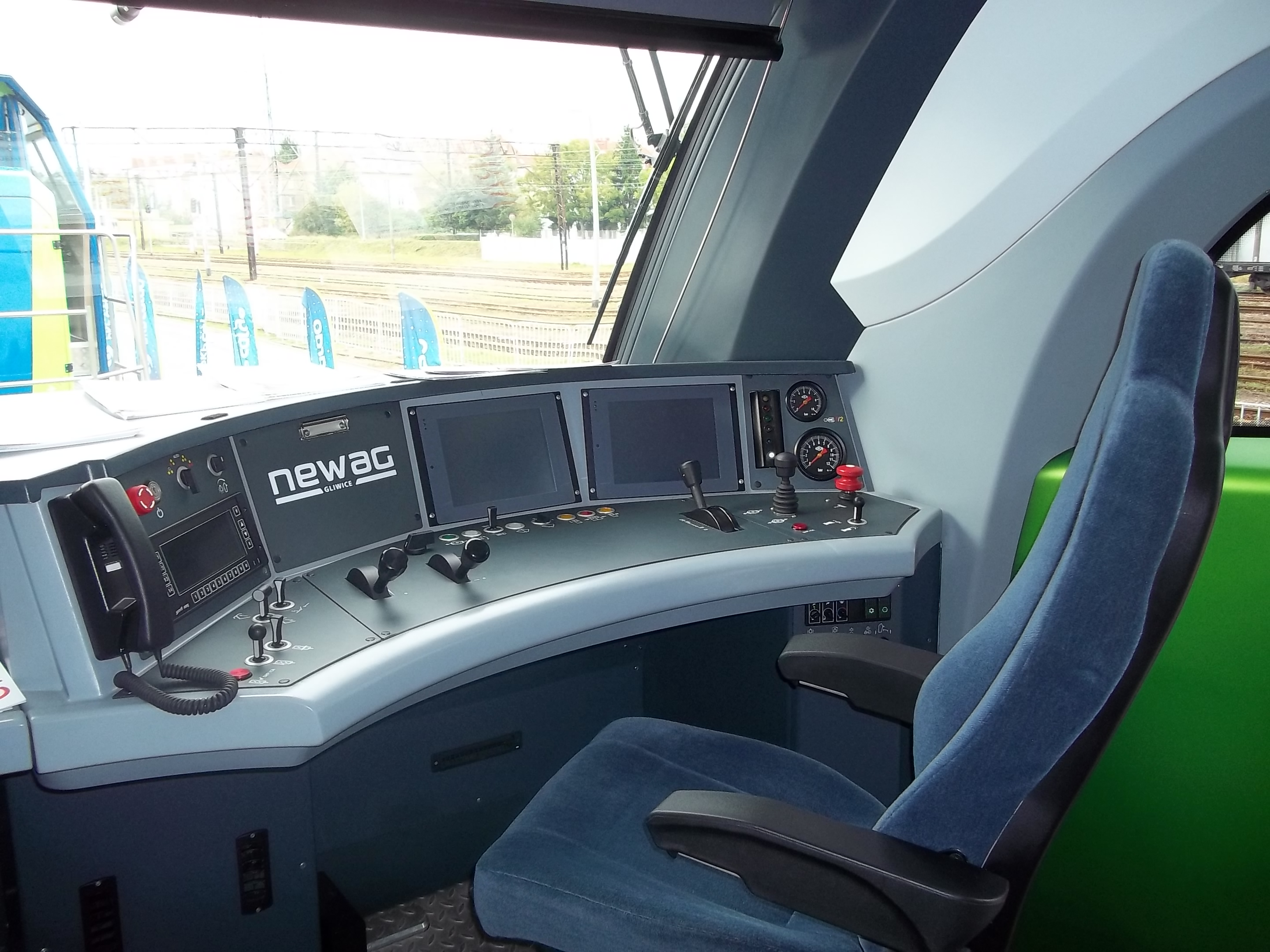
Vezetőállás

A vezetőfülke két személy számára van kialakítva. A mozdonyban két független panel található, melyek alkalmasak a hajtás, a diagnosztika és a sebességmérő funkcióval összekapcsolt eseményrögzítő megjelenítésére.  A kétmodulos vezetőfülke klímaberendezéssel és visszapillantó tükrökkel van felszerelve, továbbá a mozdony oldalán található négy külső kamerához tartozó monitorral. A kabin megfelel az EN 1527 szabványnak.

## Üzemeltetők
| Ország        | Üzemeltető         | Változat  | Darabszám |
| ------------- | ------------------ | --------- | --------- |
| Lengyelország | Euronaft Trzebinia | E4MSU     | 1         |
| Lengyelország | Orlen KolTrans     | E4DCUd    | 3         |
| Lengyelország | Lotos Kolej        | E4DCUd    | 3         |
| Lengyelország | PKP Intercity      | EU160     | 30        |
| Összesen:     | Összesen:          | Összesen: | 37        |

### Prototípus
Az E4MSU-001 prototípust, miután 2012-ben legyártották majd a bemutatókat és a teszteléseket követően lengyelországi vasúti vállalatok használták. 2017 elején a mozdonyt még az Orlen KolTrans bérelte, majd március elején a gyártó színeivel festett járművet átadták az Euronaft Trzebinia-nak.

### Orlen KolTrans
2018. január 31-én az Orlen KolTrans bérleti szerződést írt alá 3 darab E4DCUd mozdonyra, 2 éves időtartamra. Egy nappal később a mozdonyokat átvették.

### Lotos Kolej
2019. február végén 2 db E4DCUd mozdony került a Lotos Kolej állományába.

### PKP Intercity
2018 februárjában a PKP Intercity 2 darab E4DCUd mozdonyról szóló bérleti szerződést írt alá. 2018. március 5-én a mozdonyok átadásra kerültek. Az első mozdony március 8-án, a második pedig március 11-én már menetrendszerinti járatot továbbított. A mozdonyok december végéig voltak a PKP InterCity-nél.
2018. május 29-én a PKP Intercity 20 darab mozdony legyártására írt alá szerződést, további 10 darab mozdony opcionális lehívható gyártásával. 2019. szeptember 24-én a plusz 10 darab mozdonyról szóló opciót is lehívta a PKP IncerCity és ez a szerződés is aláírásra került. 2020. március 2-án az első 8 darab mozdony megérkettt Varsóba, 2020. március 15-től már menetrendszerinti vonatokat továbbítanak velük. 2020 decemberében a Newag a harmincadik Griffin mozdonyt is leszállította a PKP Intercity számára.

## Fordítás
- Ez a szócikk részben vagy egészben  a   Newag Griffin című angol Wikipédia-szócikk ezen változatának fordításán alapul.  Az eredeti cikk szerkesztőit annak laptörténete sorolja fel. Ez a jelzés csupán a megfogalmazás eredetét és a szerzői jogokat jelzi, nem szolgál a cikkben szereplő információk forrásmegjelöléseként.